# Immortal Records
Immortal Records var ett indieskivbolag från Los Angeles, Kalifornien. Det grundades av Happy Walters 1994. Skivbolaget hjälpte att starta karriärerna för stora band som 30 Seconds to Mars, Korn och Incubus under sina verksamma år. Skivbolaget har även släppt soundtracks till filmerna Blade II och Spawn. Immortal Records spelade även en stor roll i genombrotten för följande artister Rage Against the Machine, Cypress Hill, Kanye West och House of Pain
Enligt en blogg för ett av band på skivbolaget, har Immortal Records upphört.

## Skivsläpp
- 30 Seconds to Mars - 30 Seconds to Mars
- 30 Seconds to Mars - A Beautiful Lie
- Adema - Kill the Headlights
- A - How Ace Are Buildings
- A Change of Pace - Prepare The Masses
- A Change of Pace - An Offer You Can't Refuse
- A Santa Cause - It's a Punk Rock Christmas
- Agent Sparks - Red Rover
- thebleedingalarm - Beauty in Destruction
- Brazil - The Philosophy of Velocity
- Deadsy - Phantasmagore
- The Finals - Plan Your Getaway
- Far - Tin Cans With Strings To You
- Far - Water & Solutions
- His Boy Elroy - His Boy Elroy
- Hot Rod Circuit - The Underground Is a Dying Breed
- Incubus - Enjoy Incubus
- Incubus - S.C.I.E.N.C.E.
- Incubus - Make Yourself
- Incubus - Morning View
- Incubus - A Crow Left Of The Murder...
- Korn - Korn
- Korn - Life Is Peachy
- Korn - Follow The Leader
- Korn - Issues
- Korn - Untouchables
- Korn - Take a Look in the Mirror
- No One - No One
- Scary Kids Scaring Kids - The City Sleeps In Flames
- Scary Kids Scaring Kids - After Dark EP
- Scary Kids Scaring Kids - Scary Kids Scaring Kids
- Switched - Subject to Change
- Transmatic - Transmatic
- Tyler Read - Only Rock and Roll Can Save Us
- U.S. Crush - U.S. Crush
- Waking Ashland - Telescopes
- Waking Ashland - The Well